# Artimus Pyle

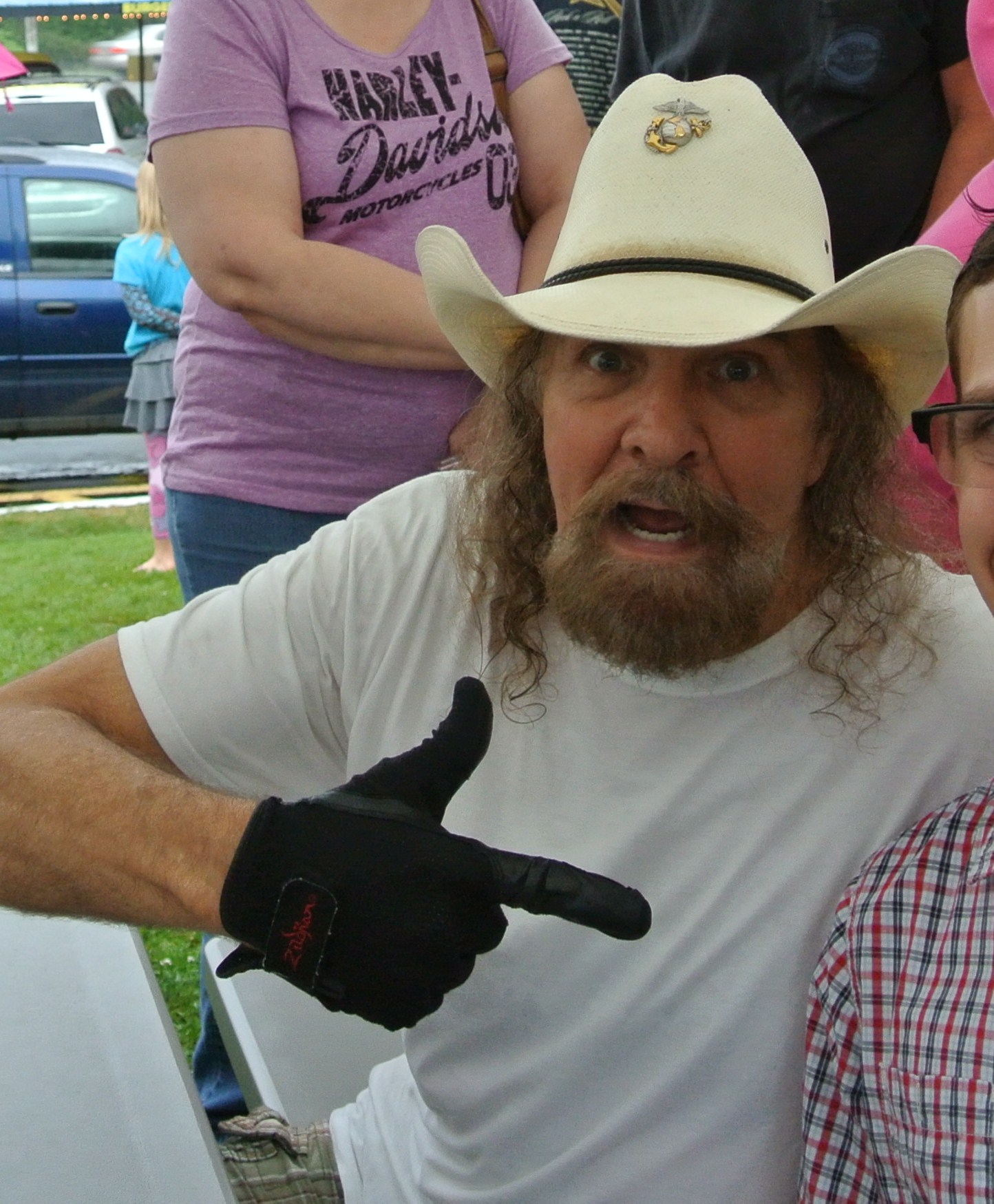
Artimus Pyle

Artimus Pyle, född 15 juli 1948 i Louisville i Kentucky, är en amerikansk trummis, mest känd för sin medverkan i rockbandet Lynyrd Skynyrd, där han ersatte Bob Burns 1974.
Pyle överlevde den flygolycka som 1977 dödade flera av Lynyrd Skynyrds medlemmar. Efter olyckan har han bland annat givit ut album som soloartist och med sitt Artimus Pyle Band.

## Diskografi
- 1982 – A.P.B.
- 1983 – Nightcaller
- 2000 – Live from Planet Earth
- 2007 – Artimus Venomus